# Sekularyzacja
Sekularyzacja, zeświecczenie – zespół działań zmierzający do znacznego ograniczenia lub wręcz całkowitego wyeliminowania roli religii w społeczeństwie. Termin powstał w 1646 r. w trakcie rokowań kończących wojnę trzydziestoletnią i pochodzi od łacińskiego saecularis (świecki); do języka polskiego przeszedł z francuskiego sécularisation. W przeszłości sekularyzacją nazywano także przejęcie majątku, urzędów lub innych sfer życia publicznego od władzy lub kontroli kościelnej na rzecz władz świeckich. Używa się także terminu kasata, np. klasztorów.

## Perspektywa historyczna

### Najważniejsze sekularyzacje
Sekularyzacja państwa zakonu krzyżackiego:
- 1454 – sekularyzacja Prus Królewskich (oprócz Warmii) w efekcie inkorporacji do Królestwa Polskiego,
- 1525 – sekularyzacja Prus Zakonnych i przekształcenie ich w Prusy Książęce,
- 1561 – sekularyzacja Inflant zakonnych i przekształcenie ich w Księstwo Zadźwińskie i Księstwo Kurlandii i Semigalii,
- 1772 – sekularyzacja Warmii (w efekcie I zaboru i przyłączenia do Królestwa Prus),

Inne sekularyzacje w Polsce:
- 1773 – sekularyzacja szkolnictwa (kasata zakonu jezuitów i utworzenie Komisji Edukacji Narodowej),
- 1781 – sekularyzacja państwa muszyńskiego i przekazanie na rzecz rządu austriackiego,
- 1789–1790 – sekularyzacja Księstwa siewierskiego i innych posiadłości biskupów krakowskich (tzw. kluczy) przez Sejm Wielki oraz włączenie ich do skarbu państwa,
- 1795 – sekularyzacja Księstwa łowickiego (w efekcie III zaboru i przyłączenia do Królestwa Prus),
- po 1944 – sekularyzacja majątku kościelnego przez władze PRL.

Sekularyzacje w państwach niemieckich:
- 1795–1814 – sekularyzacja biskupstw w Świętym Cesarstwie Rzymskim (z jednoczesną mediatyzacją) na mocy Reichsdeputationshauptschluss,
- 1810 – sekularyzacja majątków klasztornych na terytorium ówczesnego Królestwa Pruskiego, w tym na Śląsku,
- 1875 – sekularyzacja/kasata zakonów w Królestwie Pruskim (ustawa z 31 maja)[4].

## Perspektywa socjologiczna
Pojęcie sekularyzacji pojawiło się u klasyków socjologii – Emila Durkheima, Maxa Webera oraz Gabriela LeBrasa. Dająca się odnaleźć w ich pracach teza sekularyzacyjna odnosi się do przekonania, że wraz z rozwojem społeczeństw, głównie poprzez ich racjonalizację (odczarowanie świata) oraz modernizację, religia traci znaczenie we wszystkich aspektach życia społecznego. Przełomowa w rozważaniach o sekularyzacji była książka Petera Bergera Święty baldachim. Elementy socjologicznej teorii religii, wydana w języku angielskim w 1967. Socjologowie wskazują na wiele obszarów, w których przejawiają się procesy sekularyzacyjne:
- oddzielenie państwa od Kościoła (uniezależnienie się od religii instytucji życia społecznego, np. szkół, teatrów, miejsc pracy, rodzin; uniezależnienie się od religii innych podsystemów życia społecznego – nauki, polityki, kultury, prawa, edukacji),
- sekularyzacja świadomości społecznej, widoczna w zjawiskach takich jak: antyklerykalizm, obojętność religijna, spadek znaczenia religijnych autorytetów, ateizm, wybiórcza akceptacja dogmatów religijnych,
- zmiany w obrębie samej religii i instytucji religijnych, objawiające się w pluralizmie wartości, wzajemnej akceptacji dla różnych wyznań, przejmowanie przez instytucje religijne świeckich sposobów działania,
- zmiany w religijności – rzadsze branie udziału w obrzędach religijnych, dla chrześcijaństwa: spadek liczby powołań kapłańskich (starzenie się warstwy kapłańskiej), zanikanie mniej centralnych dogmatów (najwcześniej zanika wiara w piekło, diabła, zmartwychwstanie ciał; najpóźniej wiara w Boga, chociaż zmienia się jego pojmowanie, od wiary w Boga osobowego do wiary w Boga bezosobowego, jako rodzaj energii, kosmicznej siły itp.).

## Przyczyny sekularyzacji
Przyczyny procesów sekularyzacyjnych można pogrupować w kilka kategorii:
1. kulturowe: odczarowywanie świata (termin wprowadzony przez Maxa Webera), racjonalizacja, konflikt pomiędzy teoriami naukowymi a wiarą,
2. gospodarcze: kapitalizm, industrializacja, urbanizacja – pociągają za sobą zmiany w stylu życia: wzrost mobilności, anonimowość mieszkańców aglomeracji
3. polityczne: oddzielenie państwa od Kościoła (od czasu Rewolucji Francuskiej), przejście od monarchii (król „namaszczony” przez Boga) do demokracji,
4. psychologiczne: człowiek w centrum świata, skoncentrowanie na „ja”, indywidualizm, zmiana stosunku do cielesności (wyzwolenie seksualne związane z ruchem hippisowskim; w tym czasie powstaje wiele nowych ruchów religijnych), potrzeba indywidualnego kontaktu z Sacrum, opartego na emocjach, doświadczeniu (nowe ruchy religijne, odchodzenie od tradycyjnych praktyk, gdzie kapłan pośredniczy w kontakcie z Bogiem),
5. teologiczne: zalążki sekularyzacji w koncepcji transcendentnego Boga judaizmu i chrześcijaństwa – Bóg obecny w dziele stworzenia, a jednocześnie będący poza światem, daleki.

Teorie wyjaśniające zmiany zachodzące w religijności można podzielić na trzy główne kategorie:
1. lokujące przemiany w systemie społecznym (poziom religijności się zmienia, bo zmieniają się społeczeństwa):
  1. teorie sekularyzacji,
  2. teoria dyferencjacji funkcjonalnej Niklasa Luhmanna,
  3. teorie globalizacji;
2. lokujące przemiany w jednostce (poziom religijności się zmienia, bo zmieniają się ludzie):
  1. koncepcja prywatyzacji religii Thomasa Luckmanna,
  2. koncepcja religii jako pamięci Danièlle Hervieu-Léger,
  3. ekonomiczna teoria religii Starka i Bainbridge’a,
3. lokujące przemiany w religii (poziom religijności się zmienia, bo zmienia się sama religia):
  1. koncepcja religii obywatelskiej Roberta Bellaha,
  2. analiza społecznego tworzenia religii Jamesa Beckforda.

## Teorie sekularyzacji

### Klasyczna teoria Petera Bergera
Sekularyzacja według Petera Bergera oznacza procesy wyzwolenia społeczeństwa i kultury spod dominacji instytucji i symboli kościelnych – jest to nowa, świecka wizja świata. Sekularyzacja nie jest zjawiskiem występującym równomiernie (np. bardziej podatne są na nią osoby w średnim wieku, mieszkające w miastach, mężczyźni). Według autora uniwersalne są natomiast jej przyczyny – postęp ekonomiczny i cywilizacyjny, rozwój kapitalizmu, antyreligijna propaganda marksistów, naukowy ateizm. Berger szuka przyczyn sekularyzacji wewnątrz samej religii, wskazując w niej te cechy, które stały się zalążkiem sekularyzacji. Pod tym kątem analizuje trzy religie:
1. Protestantyzm jako zredukowana wersja katolicyzmu, w której brak tajemnicy, misterium i magii. Istnieje wyraźne oddzielenie – Bóg transcendentny vs. świat neutralny, przecięta jest pępowina między niebem a ziemią. Jedyny sposób komunikacji człowieka z Bogiem to Słowo Boże. Rzeczywistość protestancka to niebo pozbawione aniołów, dostępne astronautom, więc w pełni zgodne z nauką i technologią. W odróżnieniu od protestantów, katolicy ciągle komunikują się ze świętością i świętymi, poprzez symbole, rytuały. Protestantyzm ze względu na dużą odległość Boga oraz zgodność swoich przekonań z techniką i nauką stał się wstępem do sekularyzacji, oddzielenia spraw ludzkich od spraw Boskich.
2. Judaizm: Berger twierdzi, że można sięgnąć głębiej w poszukiwaniu korzeni sekularyzacji – uważa, że można je odnaleźć już w Starym Testamencie. Starożytny Izrael, cały ówczesny świat ludzki miał wspólną kosmologię – zakładała ona ciągłość pomiędzy światem empirycznym a światem ponadempirycznym, była więc ciągłość między bogami a człowiekiem, wszystko co działo się tu, miało swoje znaczenie i odpowiednik tam. Ciągłość ta mogła zostać zerwana lub naruszona przez grzech, złamanie tabu, złe odtwarzanie obrzędów – wtedy porządek świata załamywał się, a odpowiednie rytuały przywracały stan równowagi. Taki świat był bezpieczny – cokolwiek by się nie zdarzyło, miało swój sens i wytłumaczenie. Początek sekularyzacji Berger widzi w biblijnym Exodusie (wyjściu Izraelitów z niewoli egipskiej i wędrówce za przewodnictwem Mojżesza). Exodus był nie tyle wyjściem politycznym, co odrzuceniem i zerwaniem z całym kulturowym, a więc i religijnym uniwersum ówczesnego świata – odłączeniem od kosmicznej jedności. To odrzucenie, autor analizuje poprzez 3 motywy – transcedentalizację, historyzację i racjonalizację etyki:
  1.  transcendentalizacja – Bóg znajduje się poza kosmosem, a sam kosmos jest boską kreacją; Bóg jest jedyny, bez panteonu towarzyszących bóstw, ma radykalne wymagania etyczne. Co najważniejsze, Bóg zaadoptował Izraelitów (nie był bóstwem związanym z nimi naturalnie), został przysposobiony historycznie – połączenie to dokonało się za sprawą przymierza (przekazanie Izraelitom Dekalogu na Górze Synaj). Bóg wybrał sobie naród, wcześniej nie był z nim złączony. Żąda ofiar, ale nie jest od nich zależny. Bóg stworzył człowieka, później zaś nie kontaktuje się z nim, brak jest ciągłości owych relacji.
  2. historycyzm – wiara Izraela jest wiarą historyczną. Stary Testament, przypowieści, psalmy, księgi – wszystko to odnosi się do przeszłości, poszczególne księgi mają charakter historyczny. Ważna jest też tendencja do indywidualizacji – Bóg całkowicie poza światem ludzi, więc otwiera się spektrum działań Boga – tam, ludzi – tu, na ziemi. Nie ma już zbiorowości, ale pojawia się indywidualna jednostka, jej działania.
  3. racjonalizacja etyki – zasady etyczne nie odnoszą się i nie biorą się z porządku kosmicznego, ale czerpią z historyzmu, z konkretnych zobowiązań ludu Izraela względem ich Boga. Ujawniają swój racjonalizm poprzez odrzucenie magicznych, orgiastycznych elementów kultu, na rzecz rozwoju prawa – które wyłożone jest w Torze. Całe życie ma być służbą Bogu, w sposób, jaki określił on w prawach. Wynika z tego racjonalizacja wszelkiego działania. Prawo i etyka mają swe uzasadnienie w konkretnych przykazaniach boskich. Korzenie odczarowania świata (wyzbycia go magii itp.) dają się odnaleźć już na łonie starożytnego judaizmu.
3. Chrześcijaństwo stanowi krok do tyłu w sekularyzujących motywach religijnych. Wspólna z judaizmem jest koncepcja transcendentnego Boga, natomiast jego wcielenie, czyli rozwój doktryny Trójcy Świętej jest mniej racjonalny, bardziej dający się obalić. Według Bergera chrześcijanie niejako odeszli od klasycznego monoteizmu i poprzez idee wcielenia, aniołów, czy idee Matki Bożej – jako pośredniczki, na nowo „zaczarowali świat” (poprzez dodanie nadprzyrodzonych elementów). Chrześcijanie ustanowili nową wersję kosmicznego porządku, dodali do niego wiele motywów z innych religii czy wierzeń. Zatrzymał się proces racjonalizacji (magiczny świat znów stał się bezpiecznym uniwersum odniesienia). Chrześcijaństwo odwróciło się od transcendencji i racjonalizacji, ale nie odwróciło się od historycyzmu. Kolejna cecha chrześcijaństwa, która sprzyjała sekularyzacji – to społeczny kształt kościoła – jego instytucjonalizacja, która stoi w wyraźnej opozycji do wszystkich innych instytucji, poprzez skoncentrowanie symboli oraz znaków religijnych tylko w obrębie jednej instytucji i powoduje, że świat zostaje podzielony na ten świecki i święty, logiczny i teologiczny. Przez to religijne legitymizacje utraciły wiarygodność, religijne tłumaczenia (pełne magii, tajemnicy itp.) przegrywają z racjonalnością świata świeckiego.

### Ekonomiczna teoria religii Starka i Bainbridge’a
Rodney Stark i William Sims Bainbridge wyprowadzili teorię sekularyzacji ze stworzonej przez siebie teorii działań ludzkich. Według niej ludzkie działanie i postrzeganie zachodzą w czasie, a ludzie poszukują nagród i unikają kosztów, które są względem siebie komplementarne: utracona nagroda to koszt, uniknięcie kosztu to nagroda. Jednostki pożądają pewnych rzeczy mniej lub bardziej niż innych – nagrody różnią się między sobą. Z czasem jednostka może uzyskać bardziej pożądane nagrody kosztem mniej pożądanych.
Działanie ludzkie polega na przetwarzaniu informacji, które służy rozpoznawaniu problemów i rozwiązywaniu ich za pomocą umysłu. By rozwiązać problem, trzeba szukać wyjaśnień.
Wyjaśnienia to nagrody o pewnym stopniu ogólności; mówią nam jakie koszty trzeba ponieść w czasie, by uzyskać nagrodę. Wyjaśnienia mogą zostać ocenione tylko wtedy, gdy przekonamy się, że faktycznie mogą ułatwić zdobycie nagrody. W poszukiwaniu wyjaśnień ludzie porzucą te z nich, które łatwo obalić, a pozostaną przy tych, które są trudniejsze do podważenia. Dostęp do niektórych nagród jest ograniczony, dlatego ludzie zmuszeni są do nawiązywania relacji wymiany – by zdobyć od kogoś nagrodę musimy ponieść koszt dostarczenia mu innej nagrody, wartościowej dla niego. Ludzie poszukują korzystnych współczynników wymiany (nadwyżka nagród nad kosztami, osiągnięta w wyniku wymiany). Władza to stopień kontroli nad współczynnikiem wymiany. Nagrody trudno osiągalne zdobywają zwykle ci ludzie, którzy dysponują większą władzą. Niektóre nagrody nie istnieją (lub tylko podejrzewamy, że nie istnieją, bo nie ma dowodów na ich realność). Nie można jednak stwierdzić z całą pewnością, że jakaś nagroda nie istnieje. Przy braku realnej nagrody ludzie przyjmą jej obietnicę na przyszłość, czyli kompensator.
Kompensatory to zapowiedzi nagrody, przedstawione w oparciu o wyjaśnienia, które nie poddają się jednoznacznej ocenie. Nieuchwytne substytuty pożądanych nagród, których wartość trzeba przyjąć na wiarę. Ludzie traktują kompensatory tak, jakby były one nagrodami. Kompensatory różnią się między sobą. Wyróżniamy np. kompensatory szczegółowe, które substytuują pojedyncze nagrody oraz kompensatory ogólne, które substytuują wiązkę nagród lub nagrody o dużym zasięgu i wartości. Wszystkie społeczeństwa posługują się kompensatorami, a najpowszechniejszy z nich to obietnica pokonania śmierci.
Ludzie wolą nagrody niż kompensatory i starają się wymieniać je na nagrody. Staje się to niemożliwe, gdy:
- nagroda nie istnieje
- kompensator mylnie utożsamia się z nagrodą – umiejętność ich rozróżnienia pociąga za sobą władzę.
- nie dysponuje się władzą potrzebną do uzyskania nagrody. Nagrody zdobywają ludzie dysponujący władzą – inni muszą zadowolić się kompensatorami.

Przykładowo, Stark wyróżnił nagrody i kompensatory oferowane przez amerykańskie instytucje religijne:

Nagrody:
1. Przynależność do kościoła. Status, prawomocne miejsce we wspólnocie.
2. Uczestnictwo w obrzędach religijnych. Wydarzenia społeczne i typowe dla nich nagrody.
3. Udział w organizacjach i inicjatywach religijnych, np. taniec towarzyski, klub samotnych serc.
4. Socjalizacja dzieci, poprzez np. obozy harcerskie, grupy sportowe.

Kompensatory:
1. Doktryny religijne. Ulga, rada, pomoc, zadośćuczynienie w przyszłym życiu.
2. Doświadczenia religijne. Wyzwolenie tłumionych emocji, źródło wiary.
3. Modlitwa i indywidualna pobożność. Poszukiwanie boskiej pomocy, rady, wewnętrznego spokoju.
4. Partykularyzm i poczucie moralnej wyższości. Mimo niskiego statusu, należy się do wybrańców boga; wyjątkowa tożsamość religijna.

Na kanwie powyższej teorii autorzy proponują własną definicję religii, magii i nauki oraz organizacji religijnych.
Religia to systemy ogólnych kompensatorów, które opierają się na założeniach nadprzyrodzonych. Poszukiwać sensu życia to utrzymywać, że ma ono jakiś cel, a więc zakładać istnienie jakiejś świadomości, siły rządzącej.
Magia to zespół kompensatorów o mniejszym stopniu ogólności niż te uznawane za religię. Nie mają wyjaśniać sensu świata, ale pozwalać na manipulowanie nim dla określonych celów praktycznych. Są to kompensatory, które przedstawia się jako poprawne wyjaśnienia, nie zważając na ich empiryczną ocenę, mimo że jej poddane okazują się bezwartościowe.
Nauka to skuteczna procedura oceniania wyjaśnień.
Organizacje religijne to przedsięwzięcia społeczne, których podstawowym celem jest tworzenie, podtrzymywanie i wymiana ogólnych kompensatorów o nadprzyrodzonej proweniencji. Przynależność do organizacji religijnych zależy od bilansu nagród i kosztów, których ludzie spodziewają się po swoim w nich uczestnictwie. Dostarczają możliwości wymian, w trakcie których gromadzi się przynajmniej pewną część prawdziwych nagród. Organizacje religijne dążą do tego, by oprócz kompensatorów dostarczać również nagrody. Trzeba jednak pamiętać, że nawet posiadanie władzy nie pozwala na zdobycie pewnych nagród, ponieważ są zbyt trudno dostępne. Istnieje wiele rywalizujących organizacji religijnych oraz konkurencja organizacji świeckich, tam, gdzie obecne są mniej ogólne kompensatory lub wyraźne nagrody (np. quasi-religijny charakter niektórych ruchów politycznych, utopia socjalistyczna vs. chrześcijańska, światopogląd naukowy vs. religijny). W ten sposób tworzy się swoisty rynek religijny, w obliczu którego człowiek staje się konsumentem pewnych treści religijnych; dzięki pluralizmowi na rynku może on dowolnie kombinować wyznawane przez siebie wartości, zgodnie z zasadą maksymalizacji korzyści i minimalizacji kosztów.

### Teoria o sekularyzacji opartej na bezpieczeństwie egzystencjalnym Pippy Norris i Ronalda Ingleharta
Pippa Norris i Ronald Inglehart, nawiązując do postmaterializmu, opierają swoje rozważania na dwóch aksjomatach:
1. aksjomat bezpieczeństwa – bogate i biedne państwa różnią się pod względem poczucia bezpieczeństwa, jakie posiadają ich mieszkańcy; wpływa na to zróżnicowanie tych państw pod względem czynników takich jak rozwój społeczny, równość ekonomiczna, wykształcenie/poziom analfabetyzmu, zamożność i poziom dochodów, opieka zdrowotna czy pomoc społeczna. Wzrost zamożności społeczeństwa zazwyczaj powoduje wzrost poziomu bezpieczeństwa – jest to uogólnienie o charakterze probabilistycznym, ponieważ na poczucie bezpieczeństwa wpływają także czynniki losowe, niemożliwe do przewidzenia, np. kataklizmy, recesja gospodarcza.
2. aksjomat tradycji kulturowych – światopoglądy początkowo powiązane z tradycjami religijnymi trwale ukształtowały kulturę każdego narodu – wartości religijne są więc wpisane w dziedzictwo kulturowe i przekazywane przez inne niż kościół media, np. system oświaty, środki masowego przekazu. Nawet w wysoce zsekularyzowanych krajach wartości religijne nadal silnie oddziałują na kształtowanie się światopoglądu obywateli.

Z powyższych aksjomatów wyprowadzają sześć hipotez:
1. Hipoteza wartości religijnych. Osoby dorastające w społeczeństwach o mniejszym poziomie bezpieczeństwa będą przywiązywały większą wagę do wartości religijnych niż osoby ze społeczeństw o wysokim poziomie bezpieczeństwa egzystencjalnego. Społeczeństwa, w których obowiązuje mechanistyczna wizja świata (a więc bardziej rozwinięte, uprzemysłowione), potrafią przejąć kontrolę (realną lub umysłową) nad większą ilością zjawisk niż społeczeństwa rolnicze, stąd ograniczona zostaje rola boga jako sprawcy – bóg staje się „mniej potrzebny”.
2. Hipoteza kultury religijnej. Wpływ tradycji religijnych najsłabiej oddziałuje w społeczeństwach postindustrialnych – innymi słowy: im bardziej rozwinięte społeczeństwo, tym słabiej oddziałują na nie religijne tradycje.
3. Hipoteza udziału w praktykach religijnych. Im bardziej rozwinięte społeczeństwo, tym mniejszy udział jego obywateli w praktykach religijnych – z powodu ogólnego spadku znaczenia religii.
4. Hipoteza zaangażowania obywatelskiego. Regularny udział w praktykach, a szczególnie zaangażowanie w życie wspólnoty religijnej, sprzyjać będzie zaangażowaniu społecznemu i politycznemu (włącznie z głosowaniem na partie religijne). Klasycznym przykładem jest tu protestantyzm, którego członkowie są aktywni politycznie i społecznie.
5. Hipoteza demograficzna. Społeczeństwa bardziej rozwinięte inwestują w jednostkę, stąd niewielki jest w nich przyrost naturalny. Natomiast w społeczeństwach biedniejszych występuje wysoki przyrost – sekularyzacja odnosi sukces w krajach, w których rodzi się coraz mniej obywateli; przybywa natomiast osób w krajach biedniejszych, ale bardziej religijnych.
6. Hipoteza rynku religijnego. Udział w praktykach religijnych będzie miał wpływ na zakres podaży religii – udziałowi temu bowiem sprzyja większy pluralizm religijny i wolność wyznania. Teza ta sprawdza się tylko w warunkach USA.

Ostatecznie, Norris i Ingelhart wysnuwają trzy wnioski:
1. w wyniku coraz większego poczucia bezpieczeństwa w krajach rozwiniętych przemysłowo społeczeństwa zmieniają swoją orientację na coraz bardziej świecką,
2. w wyniku tendencji demograficznych na świecie żyje obecnie dużo więcej osób o orientacji religijnej niż świeckiej,
3. pogłębiający się rozdział między społeczeństwami religijnymi i świeckimi będzie miał znaczny wpływ na politykę globalną, poprzez zwiększenie roli religii na arenie międzynarodowej.

## Krytyka teorii opisujących sekularyzację
Teorie sekularyzacyjne są krytykowane głównie ze względu na:
- możliwość zastosowania tylko do krajów Europy (zwłaszcza zachodniej), Kanady, Australii, Nowej Zelandii i niektórych krajów latynoamerykańskich (np. Argentyna i Urugwaj). Jako przykład podaje się Stany Zjednoczone, które są jednym z najbardziej zaawansowanych technologicznie krajów, a mimo to poziom religijności obywateli jest tam szacowany na 85–90% (ok. 10% Amerykanów nie wierzy w Boga), a zaufanie do instytucji kościelnych – na 50%.
- możliwość zastosowania tylko do krajów chrześcijańskich. Sekularyzacja w mniejszym stopniu niż chrześcijaństwa, dotyczy islamu czy buddyzmu (chociaż w Japonii, Korei Południowej, Tajwanie i Hongkongu większość społeczeństwa jest obojętna wobec religii)
- brak ustalonego początku procesów sekularyzacyjnych – brak jest danych dotyczących tego zjawiska z lat wcześniejszych, sprzed pojawienia się pierwszych teorii. R. Stark na podstawie dokumentów historycznych z wizytacji biskupów w średniowiecznej Anglii ustalił, że większość ówczesnych księży nie znało nawet 10 przykazań. Mimo to, uznaje się ten okres za „przedsekularyzacyjny”, chociaż obecnie poziom wiedzy o religii jest dużo wyższy.
- podejrzenie o ideologizację dyskursu naukowego (według socjologów z nurtu antysekularnego). Sekularystom zarzuca się promowanie wizji świata bez religii jako doskonalszego i dającego społeczeństwu większe możliwości rozwoju; z kolei przeciwnikom sekularyzacji zarzuca się jawnie lub niejawnie konfesyjny (związany z konkretnym wyznaniem) punkt widzenia.
- szeroki zakres pojęcia sekularyzacja, eklektyczny charakter teorii, nakładanie się przyczyn zjawiska z jego przejawami, sprzeczności wewnątrz i pomiędzy teoriami sekularyzacji.